# 长春大房身机场
长春大房身机场，前稱新京飛行場，是位于中华人民共和国吉林省长春市绿园区的一座军用机场。2005年8月27日，大房身机场由军民两用机场改为军用机场，其相关民航业务转移至长春龙嘉国际机场办理。

## 历史

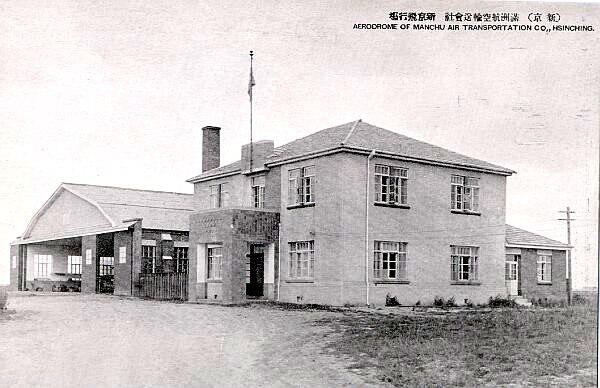
滿洲國時期的新京飛行場

大房身机场始建于1935年，是滿洲國时期的服务于新京特別市的民航机场，故時稱“新京飛行場”。该机场占地为5.66平方千米，柏油主跑道长1,565m，副跑道长800m，停机坪为水泥制。1948年5月24日，中国共产党领导的东北野战军攻占了大房身机场，国民党守军则依靠宽城子机场以保持空中军事运输。
1961年，吉林省民航管理处和长春航空站由长春大屯机场迁入大房身机场。1962年，长春民用航空站加入国内干线航班飞行，航线为北京─沈阳─长春─哈尔滨。1962年1月16日，北京第一飞行大队机长徐作诰驾驶伊尔-14飞机首航长春大房身机场。1972年起，经中国人民解放军空军和中国民用航空总局对大房身机场的改造，机场具备了保证运-7、安-24以下机型起降的能力。

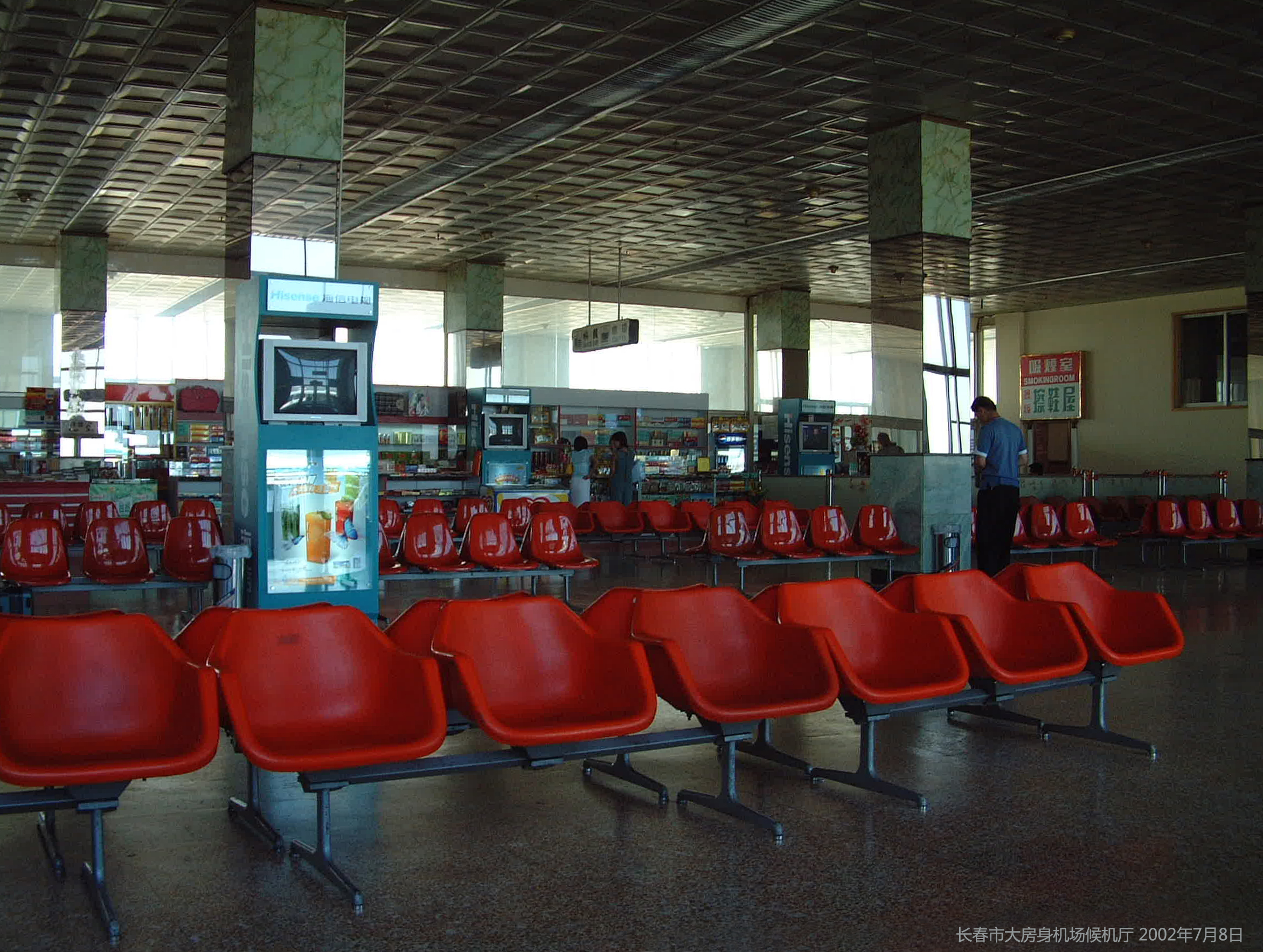
2002年的大房身机场候机厅

1974年4月，大房身机场候机楼竣工并投入使用。1985年，大房身机场开始扩建，结束了该机场“只有一条航线、一种机型、一个航班的落后局面”。1993年，大房身机场国际候机楼开始修建。
由於城市建設擴張需求對航線的影響以及軍民合用造成的諸多不便，1998年5月，经中華人民共和國國務院、中華人民共和國中央軍事委員會批准，新建长春民用机场工程立项。2005年8月27日，大房身機場民用設施關閉，其民航業務轉移至新建的长春龙嘉国际机场。此后，大房身机场曾多次举办空军航空开放活动。